# Santa Lucía (Uruguay)
Santa Lucía is een stad in het Uruguayaanse departement Canelones. Bij de volkstelling van 2011 had de stad 16.742 inwoners. Aan het einde van de 19e eeuw was de stad een van de eerste toeristische plaatsen in Uruguay. Enkele monumentale hotels herinneren aan deze periode.

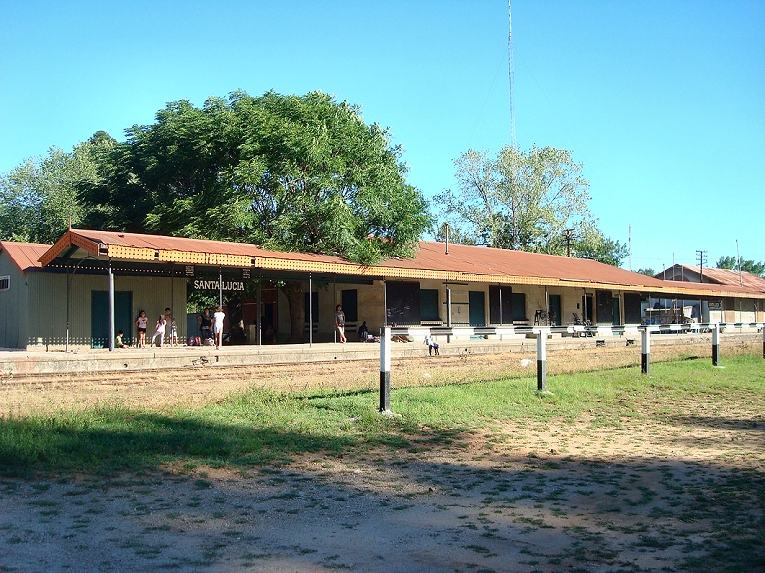
Station van Santa Lucia

## Ligging
De stad ligt in het noorden van Canelones, bij de aansluiting van Route 11 met route 63. De stad ligt 15 km van Canelones en ongeveer 60 km ten noordwesten van Montevideo. De rivier Río Santa Lucía, waarnaar de stad is genoemd, stroomt langs de noordwestkant van de stad.

## Geschiedenis
Santa Lucía werd gesticht in 1782 met de naam Villa San Juan Bautista. Het verkreeg nog voor de onafhankelijkheid van Uruguay de status van "Villa" (kleine stad). Op 15 juni 1925 werd de status gewijzigd in "Ciudad" (grote stad) en werd de naam gewijzigd in het huidige Santa Lucía.
In oktober 1781 arriveerden de eerste kolonisten op de plaats van de huidige stad. In 1783 werd het eerste gemeentehuis gebouwd. De bouw van de eerste kapel, die San Juan Bautista heette, begon op 1 december 1782. In 1830 werd begonnen met de bouw van een nieuwe kerk, maar dit werk werd pas afgemaakt nadat in 1854 voldoende fondsen voor dit doel waren verkregen. Ook deze kerk kreeg de naam San Juan Bautista (Johannes de Doper).
Vanaf het jaar 1862 werden een aantal huizen en paleizen, met grote tuinen en luxueuze inrichting, gebouwd. Een voorbeeld daarvan is het Lacueva-paleis, dat werd gebouwd door de familie Lacueva in 1866. Dit leidde ertoe dat de stad wordt beschouwd als het eerste toeristische centrum van het land.

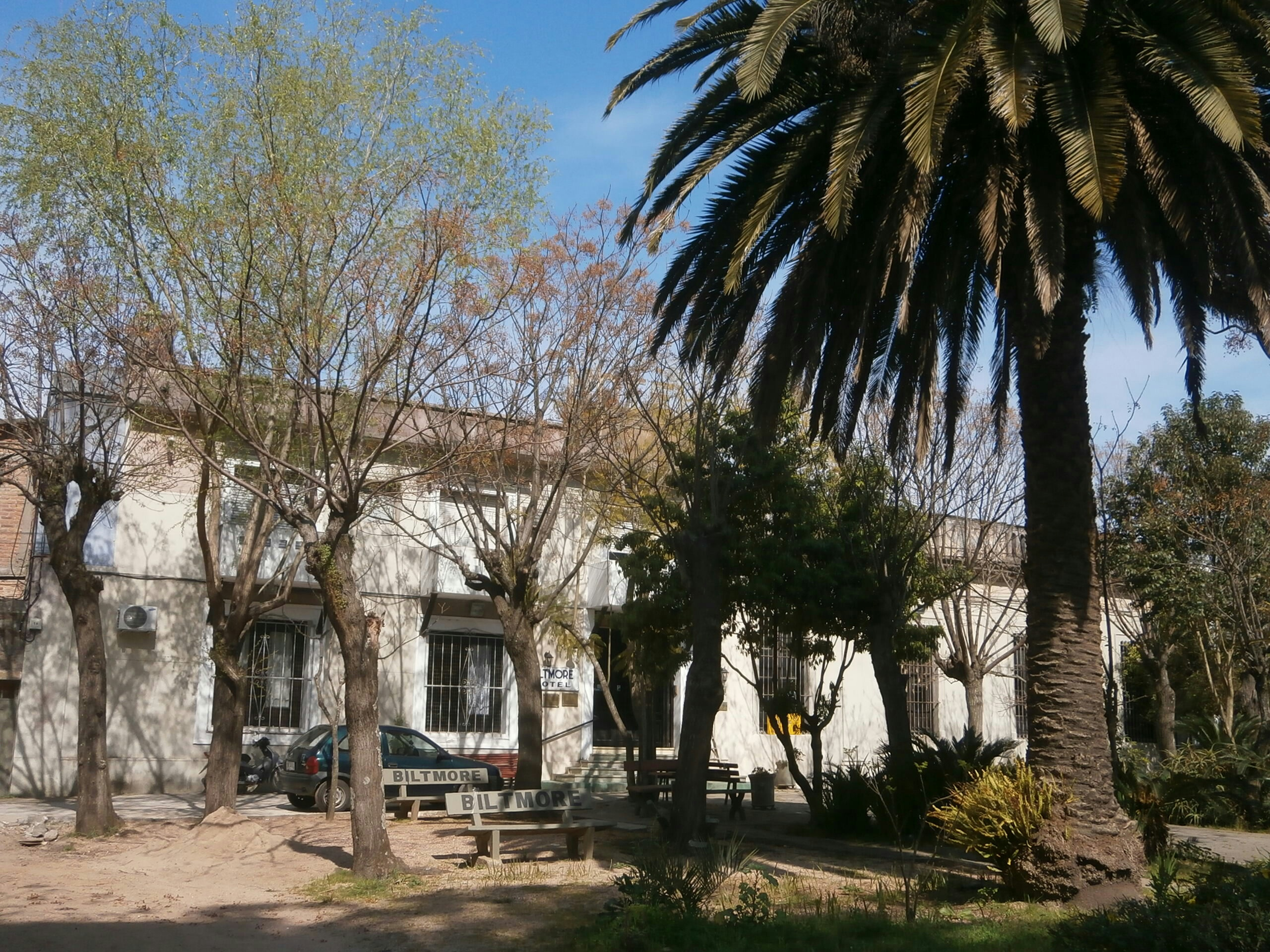
Hotel Biltmore, het eerste hotel voor toeristen in Uruguay

In 1872 kreeg de stad een treinverbinding met de opening van het station Santa Lucia. In datzelfde jaar, op 1 september, werd het eerste toeristenhotel van Uruguay in gebruik genomen, dat tot het jaar 1920 Oriental Hotel werd genoemd, in dat jaar werd de naam veranderd in Biltmore Hotel.
Vanaf het jaar 1920 neemt de toeristische activiteit af vanwege de opkomst van kuuroorden aan de kusten van Canelones en Maldonado. Sinds de jaren 1940 is het een belangrijk productiegebied geworden en profiteerde het van het economische protectionisme dat het land tot het einde van de jaren 1970 heeft toegepast. Na de economische openstelling van Uruguay kwam er een einde aan deze periode en werd Santa Lucia een dienstencentrum in een agrarische omgeving.

## Bevolking
Volgens de volkstelling van 2011 had Santa Lucía een aantal van 16.742 inwoners.

Plattegrond van het stadgebied van Santa Lucía

| Jaar | Aantal inwoners |
| ---- | --------------- |
| 1963 | 12.647          |
| 1975 | 14.079          |
| 1985 | 14.951          |
| 1996 | 16.764          |
| 2004 | 16.475          |
| 2011 | 16.742          |

## Bestuur
De burgemeester per juli 2010 is Raúl Estramín.

## Geboren in Santa Lucía
- Eugenio Figueredo (1932), voorzitter van CONMEBOL
- Fabricio Ferrari (1985), wielrenner